# シムヌル
シムヌル (Simunul) はフィリピン、タウイタウイ州の第4級町。2010年の国勢調査によれば34,538人が居住している。自治体はボンガオ島から南に10kmほどの位置にあるシムヌル島とシムヌル島から南に3.5kmほどの位置にあるマヌクマンカウ島の2島を含む。6箇所の浜がある。
住民の多数がイスラム教徒であり、島内ではサマ語が話されている。フィリピンの最初のイスラム教徒はシムヌル島に現れたとされている。シェイク・カリマル・マクドゥムによってフィリピンで最初のモスクがこの地に建設され、このモスクはシェイク・カリマル・マクドゥムモスクと呼ばれている。このモスクの中には4体のhagsが立てられておりこれは毎年描きなおされる。
2013年ラハダトゥ蜂起の過激派はシムヌル出身とされる。

## バランガイ
以下の15のバランガイを含む
- Bagid
- Bakong
- Doh-Tong
- Luuk Datan
- Manuk Mangkaw
- Maruwa
- Mongkay
- Pagasinan
- Panglima Mastul
- Sokah-Bulan
- Tampakan (Pob.)
- Timundon
- Tonggusong
- Tubig Indangan
- Ubol

Timundon、Manuk Mangkaw、Luuk Datanの3バランガイがマヌクマンカウ島に存在し、それ以外はシムヌル島に存在する。